# Kahlenberg (Sickinger Höhe)
Der Kahlenberg im Nordosten der Sickinger Höhe ist ein 461,5 m hoher Berg im westpfälzischen Landkreis Kaiserslautern (Rheinland-Pfalz).

## Geographie

### Lage
Der kaum bewaldete Kahlenberg erhebt sich an der nordöstlichen Nahtstelle der Sickinger Höhe zum Pfälzerwald. Sein Ostteil erstreckt sich auf der Gemarkung der Ortsgemeinde Bann, sein Westteil auf der Gemarkung von Oberarnbach. Die Grenze zwischen beiden Gemeinden verläuft von Nord nach Süd genau über den Berggipfel. Der Nordteil des Bergs liegt auf der Gemarkung der Stadt Landstuhl. Am Nordfuß des Berges steht das Forsthaus Kahlenberg und etwas weiter westlich davon erstreckt sich der Stadtteil Melkerei. Der Südosthang trägt die Bezeichnung Ziegelsteige.
Eine Straße am nordwestlichen Siedlungsrand von Bann, die sich quer über den Südosthang des Berges zieht, trägt die Bezeichnung Am Kahlenberg, und eine solche im Landstuhler Stadtteil Melkerei heißt Kahlenbergstraße.

### Umgebung
Die nächstgelegenen Berge weisen ähnliche Höhen auf wie der Kahlenberg. Es sind im Uhrzeigersinn der Große Hausberg im Osten (473 m; seine 600 m lange, nach Südwesten leicht auf 466,8 m abfallende Kuppe ist im Mittel 2,1 km entfernt), der Kirchberg (443,7 m; 1,4 km entfernt) im Südosten als nordöstlicher Ausläufer des Kreuzbergs (455,2 m), der Schachenberg (442 m; 2 km entfernt) im Südwesten und der Oberarnbacher Berg (450,4 m; 1,4 km entfernt) im Westen. Der Große Hausberg ist dem Pfälzerwald zuzurechnen, die anderen Erhebungen gehören zur Sickinger Höhe.

### Gewässer
Am Südosthang des Kahlenbergs entspringt auf der Gemarkung von Bann der Queidersbach, der auch den Namen Steinalb trägt. Ab dem Ursprung, der Steinalbquelle genannt wird und durch einen Sandstein mit dieser Inschrift markiert ist, wird der Bach einige hundert Meter weit unterirdisch geführt und tritt erst im Wohngebiet von Bann an die Oberfläche. Von dort aus fließt er nach Süden, um nach rund 11 km kurz vor der Gemarkungsgrenze von Steinalben in die Moosalbe zu münden.

## Sehenswürdigkeiten
Am Nordostfuß des Kahlenbergs steht auf 382 m Höhe ein Menhir aus der Keltenzeit. Solche Steinblöcke, die auch als Hinkelsteine bezeichnet werden, markierten einst wichtige Wegverbindungen oder wurden zu kultischen Zwecken aufgestellt.

## Wirtschaft und Verkehr
Auf dem zu Oberarnbach gehörenden Westbereich des Gipfelplateaus steht samt Technikgebäuden der Bann-Main Tech Control Facility Tower, ein 81 m hoher Richtfunkturm der US-Luftwaffe. Die Anlage ist über Nebenstraßen von Landstuhl und Bann her erreichbar.
Südwestlich des Kahlenbergs verläuft die Autobahn 62 (Landstuhl–Pirmasens) mit der Anschlussstelle 12 Bann, die eine Verbindungsspange zur Straße Landstuhl–Bann besitzt. Östlich des Kahlenbergs führt die Landesstraße 363 (Landstuhl–Steinalben) durch Bann, und im Westen verbindet die Kreisstraße 60 Landstuhl mit Obernheim.